# 다치안 치올로슈

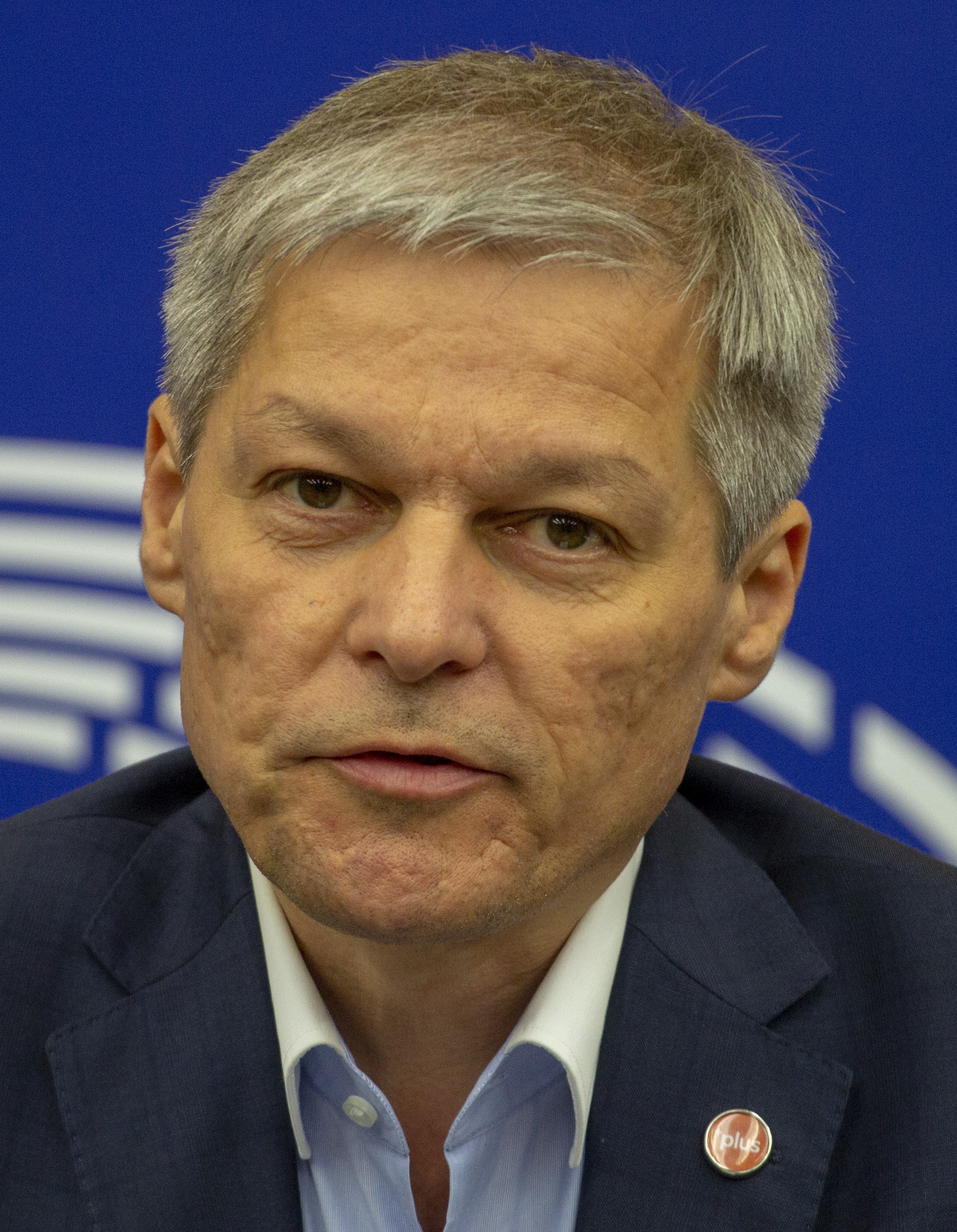
다치안 치올로슈 전 총리(2019년)

다치안 치올로슈(루마니아어: Dacian Cioloș, 1969년 7월 27일~ )는 루마니아의 정치인이자 전 총리이다. 그는 2015년 12월 5일부터 2017년 1월 4일까지 루마니아의 총리로 역임하였다. 2015년 빅토르 폰타 총리의 사임으로 후임 총리로 취임하였다. 이후 과도 정부를 이끌다가 사회민주당 정권으로 넘겨주면서 사임하였다.